# Президентские выборы в Бурунди (2015)
Президентские выборы в Бурунди 2015 года прошли 21 июля. Действующий президент Пьер Нкурунзиза баллотировался на третий срок, несмотря на споры о том, имеет ли он право баллотироваться снова. Оппозиция бойкотировала голосование и Нкурунзиза уверенно добился переизбрания.

## Избирательная система
Президента Бурунди выбирают по системе абсолютного большинства. Если ни один кандидат не сумел получить абсолютного большинства голосов в первом раунде, проводится второй раунд.

## Предвыборная кампания
В декабре 2014 года было объявлено о том, что восемь оппозиционных партий примут участие в парламентских выборах 2015 года и выставят единого кандидата на президентских выборах.
Правящая партия Национальный конгресс за оборону демократии — Силы обороны демократии решила выдвинуть своим кандидатом действующего президента Пьер Нкурунзиза, для которого этот срок в случае победы стал бы третьим на посту главы государства, что вызвало недовольство оппозиции. Сторонники Нкурунзизы утверждали, что он имеет право баллотироваться на третий срок, поскольку в первый раз он был избран парламентом, а не всенародным голосованием.
Во время двухдневного визита в Бурунди в марте 2015 года президент Танзании Джакайя Киквете предупредил о риске насилия, в случае нарушения конституции Бурунди и Арушского мирного соглашения 2005 года. Римско-католическая церковь, приверженцами которой являются две трети бурундийцев, сыгравшая ключевую роль в мирных переговорах, также выразила озабоченность, настаивая на том, что конституция запрещает Нкурунзизе баллотироваться на третий срок.
В апреле 2015 года правящая партия выдвинула кандидатуру Нкурунзизы. Это решение вызвало массовые протесты в тогдашней столице страны Бужумбуре, сопровождавшиеся столкновениями с полицией. Правительство осудило беспорядки и обвинило оппозицию в попытке возродить насилие и этническую напряжённость.
5 мая 2015 года Конституционный суд постановил, что Нкурунзиза имеет право баллотироваться на третий срок, хотя его постановление последовало после бегства вице-президента суда Сильвера Нимпагаритсе, рассказавшего, что большинство судей расценили участие Нкурунзизы в выборах как неконституционное, но передумали под давлением властей. 13 мая произошла попытка военного переворота, предпринятая группой военнослужащих, выступавших против третьего срока Нкурунзизы; однако большая часть вооружённых сил Бурунди осталась верной президенту, и уже на следующий день порядок в стране был восстановлен.
Африканский союз и Соединённые Штаты Америки призвали Нкурунзизу не баллотироваться на третий срок. 19 мая, после встречи региональных лидеров, президент ЮАР Джейкоб Зума призвал к отсрочке выборов.
27 мая правительство, реагируя на возможность сокращения иностранной помощи, призвало граждан помочь финансировать выборы, заявив, что голосование всё равно будет проведено. 31 мая региональные лидеры Восточноафриканского сообщества призвали к отсрочке выборов на шесть недель. В то время как правительство Бурунди положительно отреагировало на их призыв, протестующие остались недовольны тем, что лидеры ВАС не выступили против кандидатуры Нкурунзизы.
8 июня 2015 года Национальная независимая избирательная комиссия предложила перенести дату президентских выборов с 26 июня на 15 июля, задерживая голосование почти на три недели.
10 июня 2015 года лидеры оппозиции призвали к бойкоту выборов, требуя отложить голосование, посчитав невозможным избирать президента на фоне продолжающихся протестов и разногласий по поводу предвыборной агитации Нкурунзизы.
25 июня Нкурунзиза начал свою предвыборную кампанию на митинге.
26 июня 17 оппозиционных партий во главе с ключевым кандидатом от оппозиции Агатоном Рвасой объявили, что будут бойкотировать выборы. В тот же день Генеральный секретарь Организации Объединённых наций Пан Ги Мун поддержал оппозицию и призвал к ещё одной отсрочке голосования «для создания благоприятных условий для всеобъемлющих, мирных и прозрачные выборы», а также к диалогу между правительством и оппозицией. Альберт Шингиро, постоянный представитель Бурунди при ООН, отверг идею о повторной отсрочке выборов. Он заявил, что конституция требует провести голосование в соответствии с планом, иначе будет «институциональный вакуум», также он сказал, что неприемлемо превращать подавляющее большинство избирателей в «заложников» маленького «радикального меньшинства», которое выступает против проведения выборов по графику.
11 июля 2015 года в ответ на просьбы региональных лидеров власти Бурунди ещё перенесли голосование, теперь уже на шесть дней до 21 июля. Хотя региональные лидеры запросили задержку до 30 июля, чтобы дать время для возможной посреднической деятельности, координируемой президентом Уганды Йовери Мусевени, правительство сослалось на конституционное требование провести выборы проводилось не позднее чем за месяц до истечения срока полномочий Нкурунзизы, то есть не позже 26 июля. Посреднические усилия лидеров ЕАС были в основном безуспешными. Мусевени выступал в качестве посредника только один день, а затем его заменил министр обороны Уганды Криспус Кийонга. 19 июля представители бурундийского правительства не явились на переговоры, которые ввиду этого были приостановлены.
Хотя оппозиционные кандидаты отказались баллотироваться и призвали к бойкоту голосования, их имена остались в избирательных бюллетенях.

## Результаты
| Кандидат                                        | Партия                                                                | Голоса    | %     |
| ----------------------------------------------- | --------------------------------------------------------------------- | --------- | ----- |
| Пьер Нкурунзиза                                 | Национальный конгресс за оборону демократии — Силы обороны демократии | 1 961 510 | 69,41 |
| Агатон Рваса                                    | Независимые надежды                                                   | 536 625   | 18,99 |
| Жерар Ндувайо                                   | Союз за национальный прогресс                                         | 60 380    | 2,14  |
| Жан Минани                                      | Фронт за демократию в Бурунди — Ньякури                               | 38 554    | 1,36  |
| Жак Бигиримана                                  | Национальные силы освобождения                                        | 28 609    | 1,01  |
| Домисьен Ндайизейе                              | Национальное объединение за реформы                                   | 19 996    | 0,71  |
| Жан де Дьё Мутабази                             | Коалиция за мир в Африке                                              | 4436      | 0,16  |
| Сильвестр Нтибантунганья                        | Гира Ижамбо                                                           | 3952      | 0,14  |
| Недействительные голоса                         | Недействительные голоса                                               | 103 420   | 3,66  |
| Воздержалось                                    | Воздержалось                                                          | 68 590    | 2,43  |
| Всего                                           | Всего                                                                 | 2 826 072 | 100   |
| Зарегистрировано / Явка                         | Зарегистрировано / Явка                                               | 3 848 119 | 73,44 |
| Источник: Adam Carr’s Election Archive: Psephos |                                                                       |           |       |

## Последствия
Противники Нкурунзизы продолжили кампанию протеста и после проведения выборов. По данным Национальной независимой комиссии по правам человека, только за две недели августа в Бурунди было убито более 20 человек.
Нкурунзиза был приведён к присяге на третий срок на несколько дней раньше, 20 августа 2015 года. Церемония не была объявлена до того же дня, когда она была проведена. Выступая по этому случаю, он назвал своё переизбрание «победой всех бурундийцев» и поклялся, что если его враги продолжат насилие, то они будут наказаны с помощью Бога и «рассеяны, как мука, брошенная в воздух». Позже в тот же день новоназначенные Нкурунзизой вице-президенты были приведены к присяге: первым вице-президентом был назначен Генеральный секретарь УПРОНА Гастон Синдимво, а вторым вице-президентом стал Джозеф Буторе из правящей партии. На церемонии инаугурации президента и вице-президентов Бурунди присутствовали официальные представители ряда стран, в том числе, Кении, Танзании, Южной Африки, Египта, Китая и России.
25 августа 2015 года Нкурунзиза назначил новое правительство. Ключевые должности достались его сторонникам из числа приверженцев «жёсткой линии», при этом, пять менее важных министерств возглавили те сторонники А. Рвасы, которые заняли примирительную позицию по отношению к правительству.